# متحف الدبابات الألماني
متحف الدبابات الألماني (بالألمانية: Deutsches Panzermuseum Munster (DPM)) هو متحف للمركبات القتالية المدرعة في مونستر، ألمانيا، موقع معسكر منطقة مونستر للتدريب (لا يجب الخلط بينه وبين مدينة مونستر). هدفها الرئيسي هو توثيق تاريخ القوات المدرعة الألمانية منذ عام 1917.
نشأ في عام 1983 من المجموعة التعليمية لPanzertruppenschule، مدرسة البوندسهير (الجيش الألماني) لتدريب الضباط وضباط الصف من الوحدات المدرعة الألمانية. وهو الآن متحف مفتوح للجمهور، تديره بلدية مونستر بالاشتراك مع Lehrsammlung der Panzertruppen und Heeresaufklärungstruppe am Ausbildungszentrum Munster. (مجموعات تعليم القوات المقاتلة المدرعة)
يغطي موقع المتحف مساحة تزيد عن 9,000 متر مربع (97,000 قدم2). بما في ذلك 7,500 متر مربع (81,000 قدم2) من قاعات المعرض. في عام 2003 افتتح المتحف مبنى جديدًا للعروض الخاصة ومتجرًا ومتحفًا وكافتيريا.

## المعرض

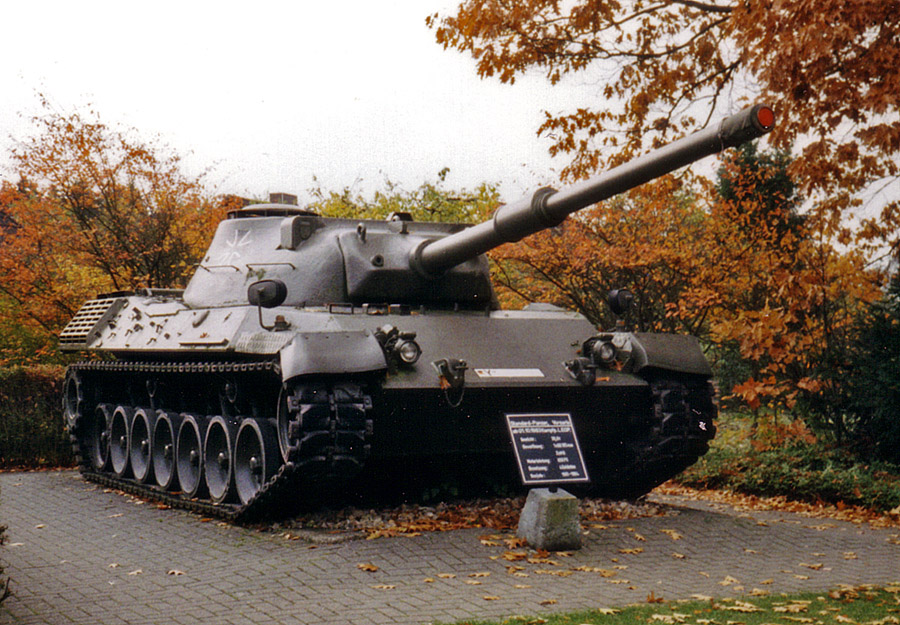
ليوبارد 1 (prototype no 2)
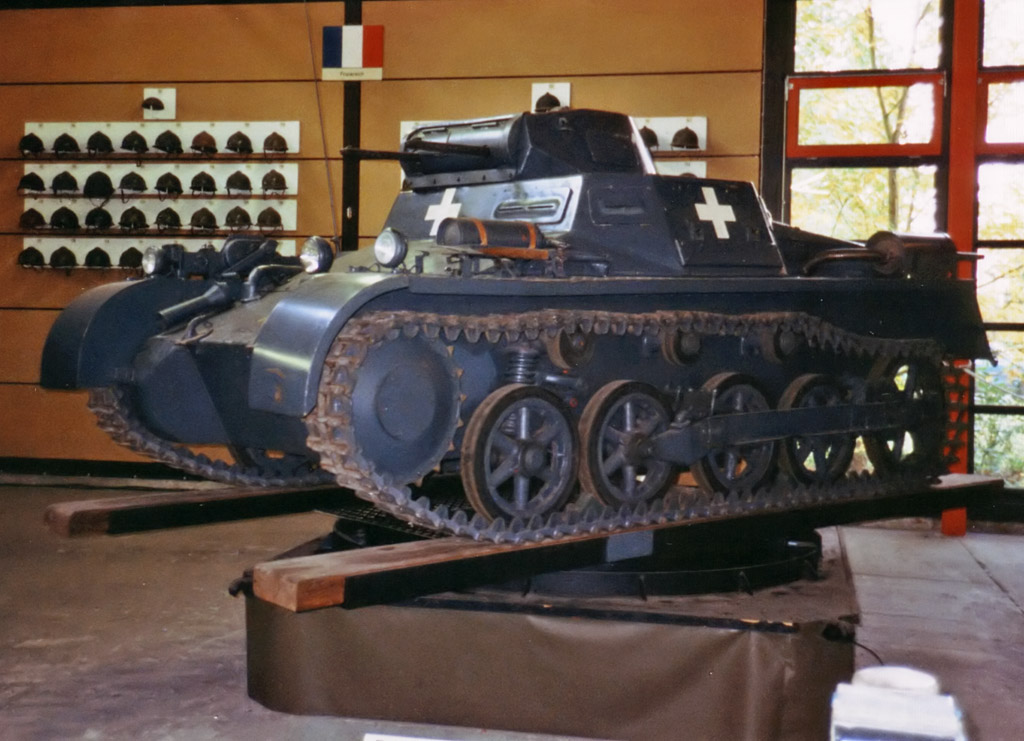
بانزر-1, Mark A on a turntable
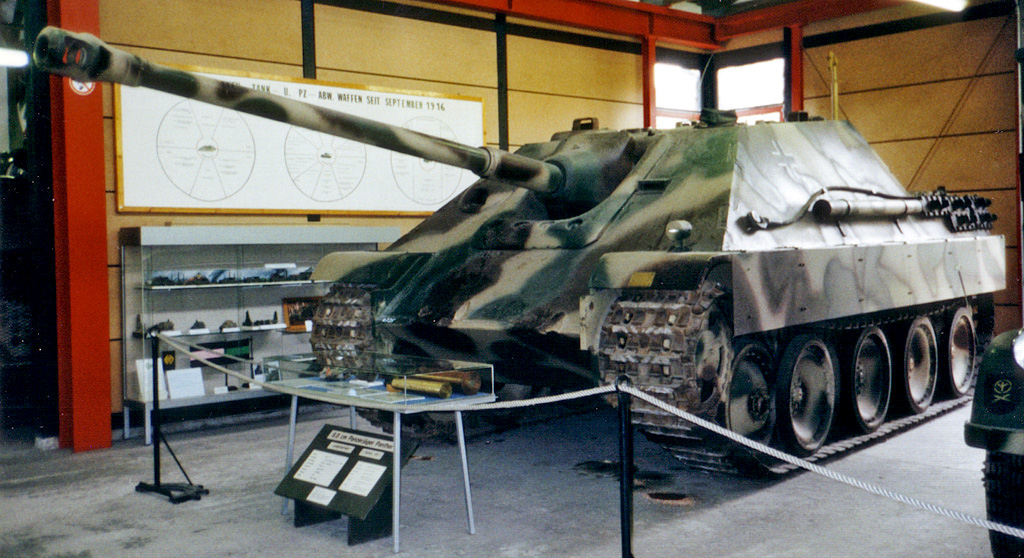
Jagdpanzer V (جاغدبانثر)
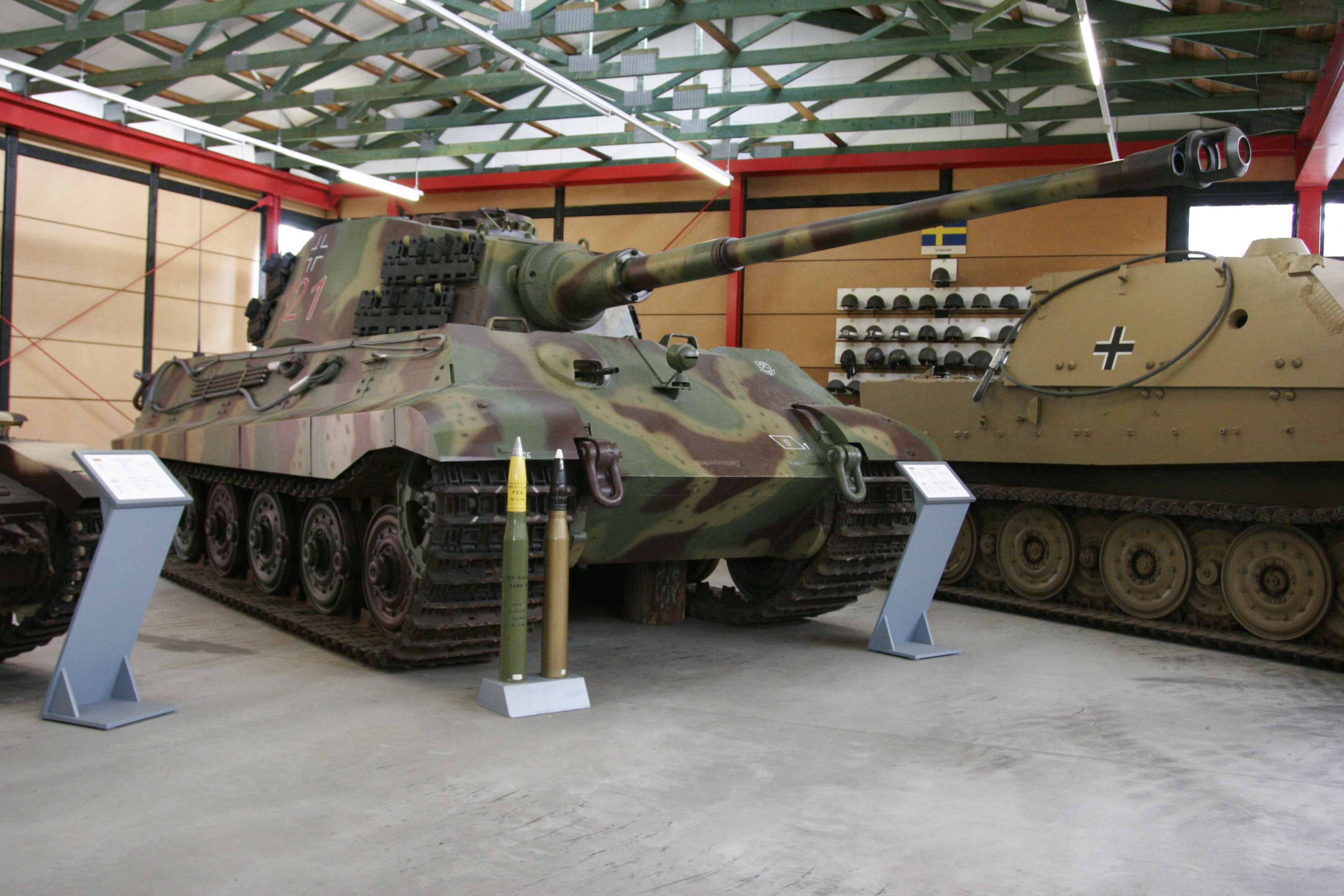
دبابة النمر 2 with the production turret
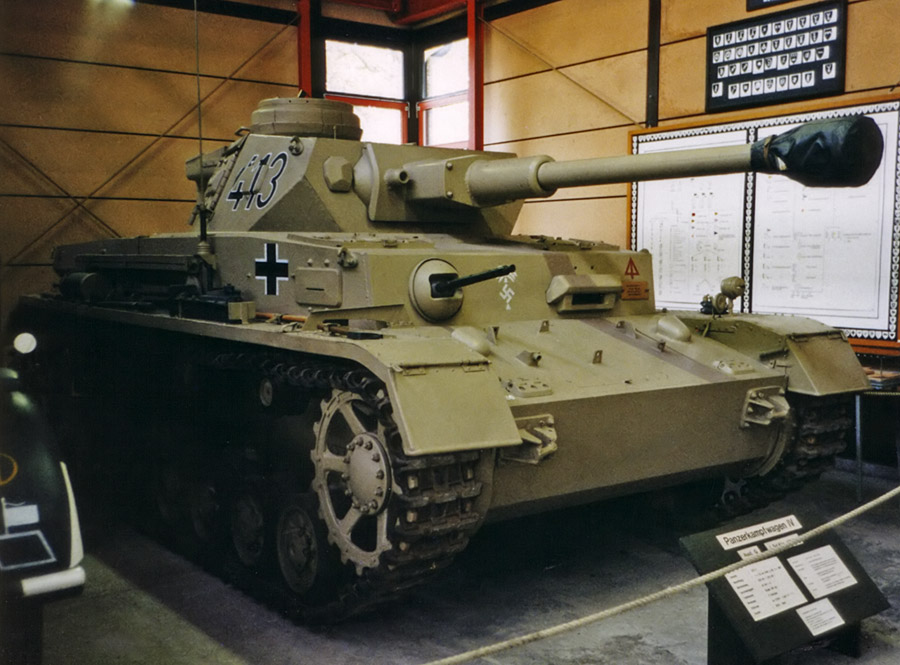
بانزر-4
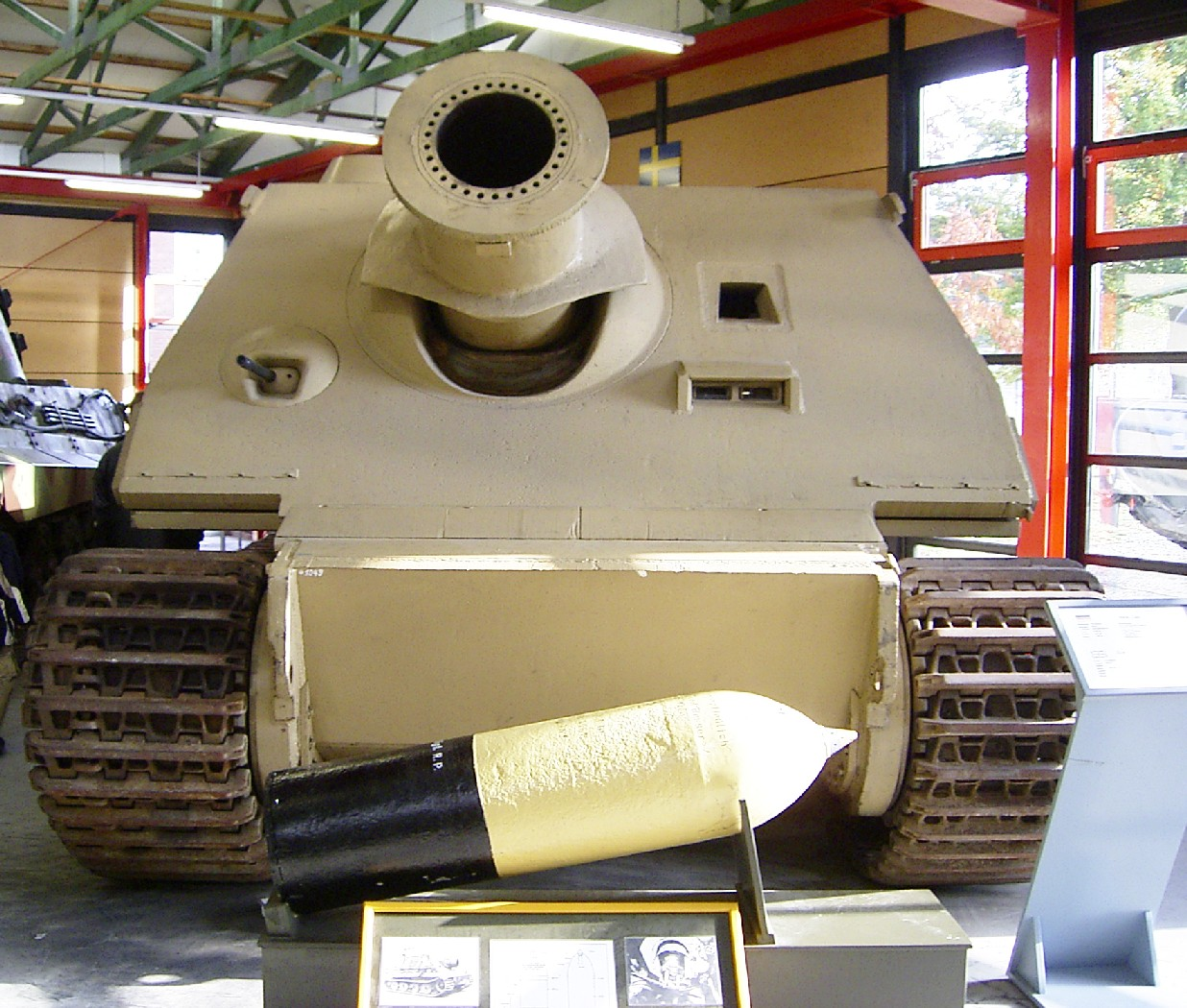
شتورم تايجر Sturmtiger
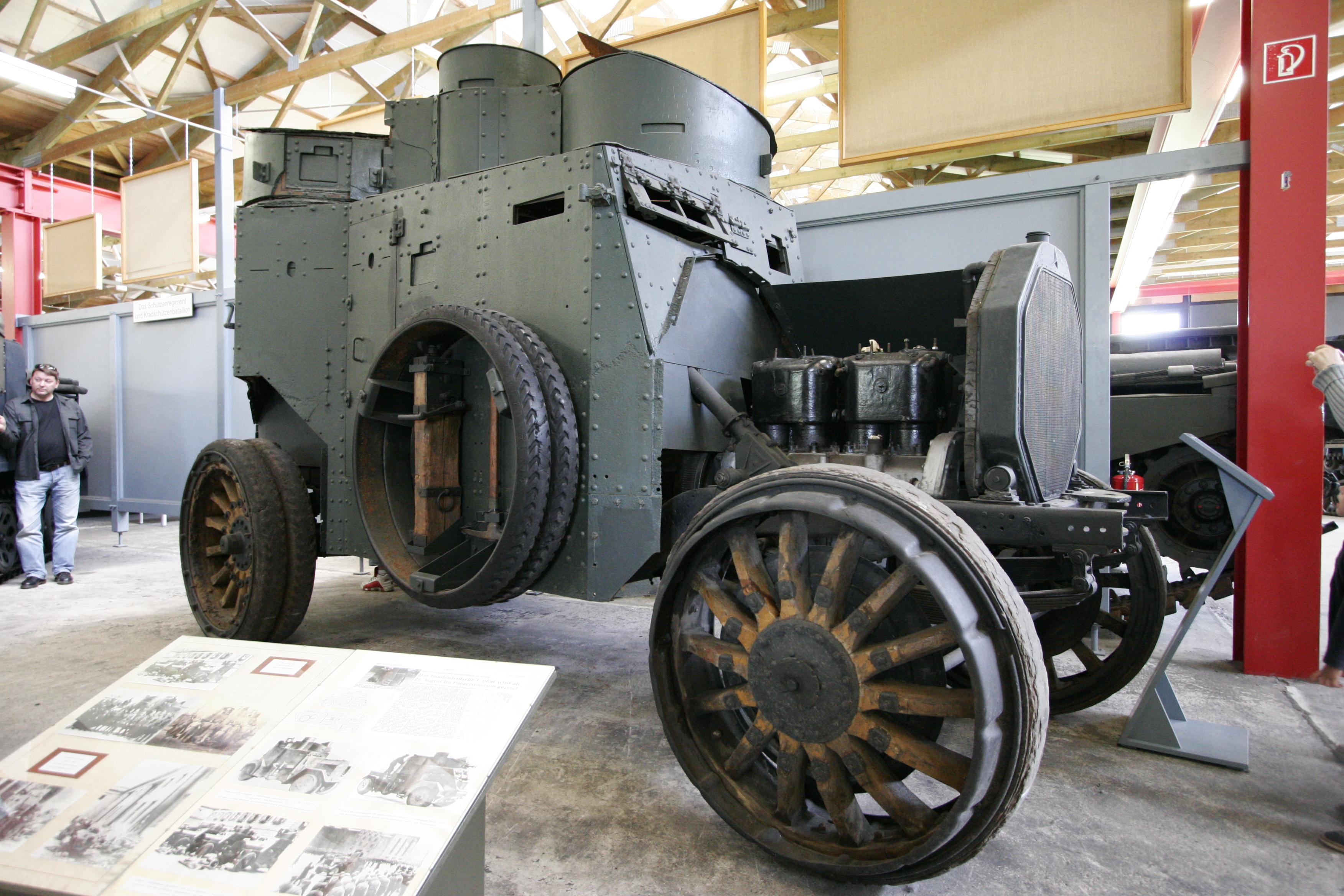
دايملر موتورين جيزيلشافت DZVR 21 police special vehicle
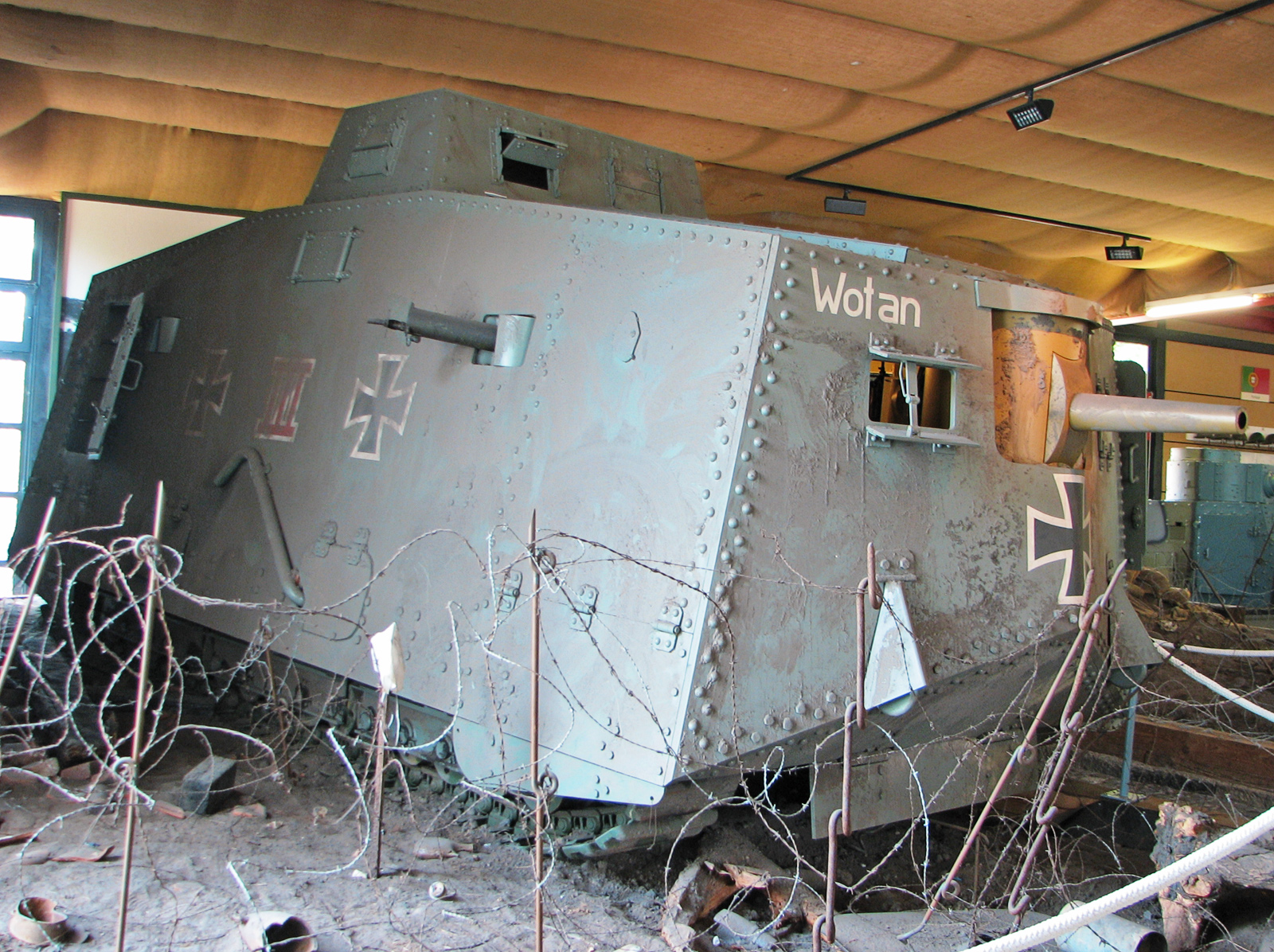
إيه7في (replica of the original tank)
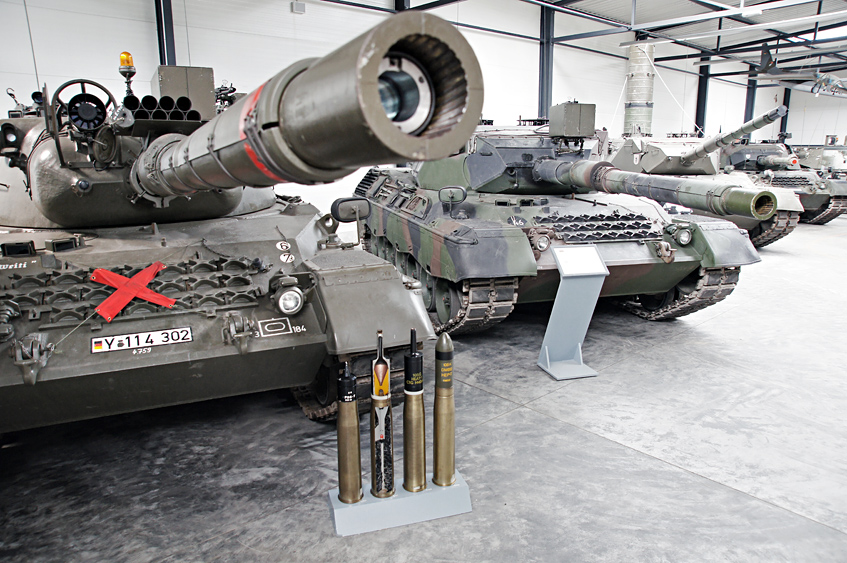
Leopards in German Tank Museum
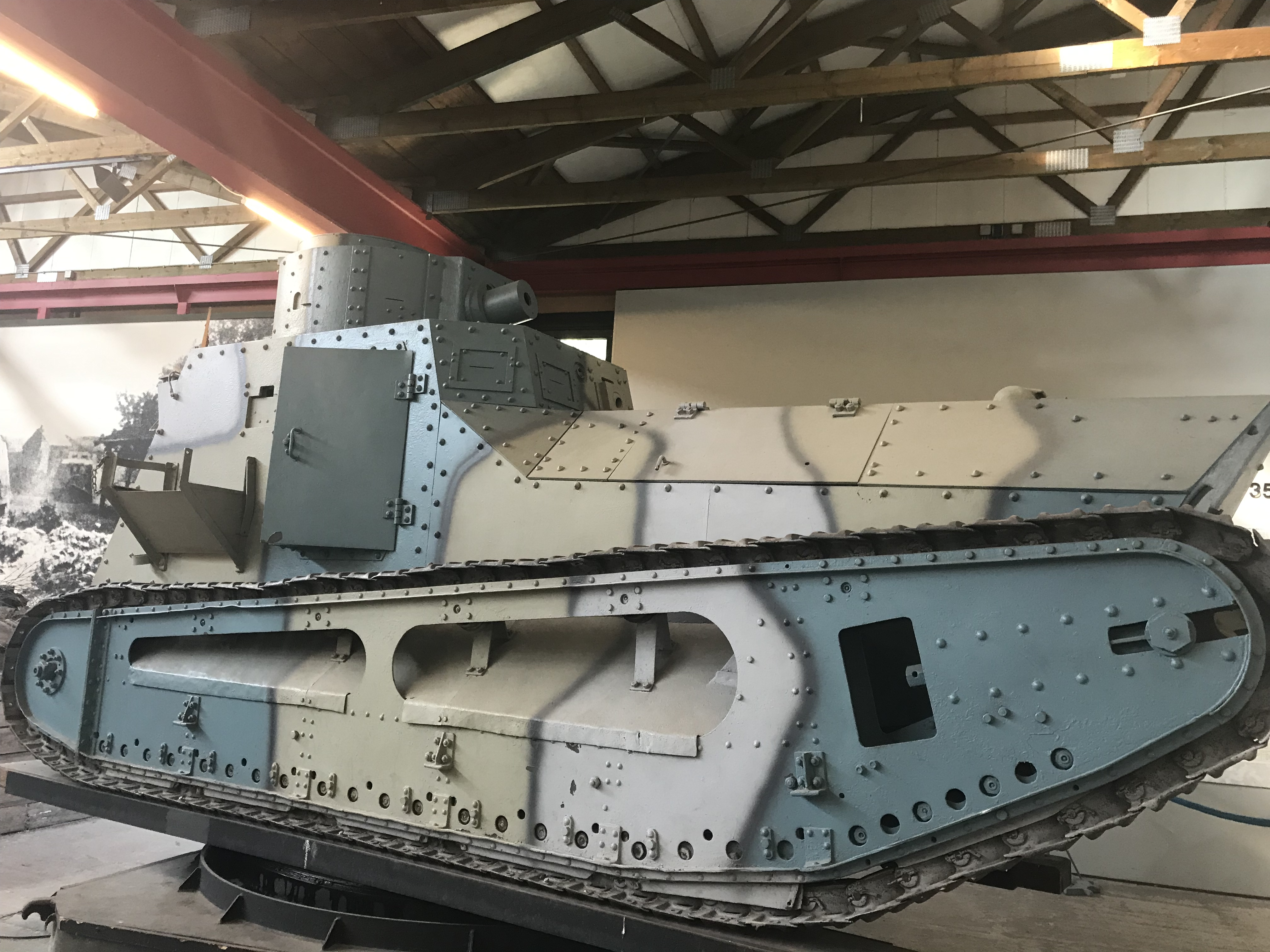
The أل كيه 2 at The German Tank Museum

## روابط خارجية
- صفحة الويب باللغة الإنجليزية
- الصفحة الرئيسية لمتطوعي متحف الدبابات الألماني مونستر